# 闸北胜利之后堂
闸北胜利之后堂是中国上海的一座天主教堂，位于闸北区（现并入静安区）中兴路937号(育婴堂路口)。
闸北胜利之后堂创建于抗日战争结束后，由天主教上海教区主教惠济良委托意大利慈幼会开辟，1947年3月落成开堂。本堂神父为帅意华，主日进堂教友200余人。1949年，该堂有教徒397人。此后，意大利籍神父相继离境，本堂神父改为中国神父。1960年，大跃进期间，因教友忙于生产任务，进堂教友人数骤减，于是教堂遭到撤销。堂产由街道幼儿园和工厂占用。1991年底，闸北胜利之后堂复堂。